# Петралона
Петралона (грец. Πετράλωνα) — район Афін, колишнє передмістя. Район простягається від Пірея до вілиці Філопаппу, до моста Пулопулу. На півночі межує із передмістями Таврос та Каллітея, на сході — із Кукакі, на північному сході — із Тісіо, на північному заході — із Ґазі.
Район Петралона розрізає лінія електричної міської залізниці ІСАП, утворені таким поділом райони називають Верхня Петралона, або Ано Петралона (грец. Άνω Πετράλωνα), та Нижня Петралона, або Като Петралона, — відповідно (грец. Κάτω Πετράλωνα). Петралона дуже густонаселений район. Забудова переважно малоетажна 1950-х років. Район обслуговують станція Афінського метрополітену «Петралона», автобусні і тролейбусні маршрути.